# Gespikkelde luipaardhaai
De gespikkelde luipaardhaai (Triakis maculata) is een haai uit de familie van de gladde haaien.

## Natuurlijke omgeving
De gespikkelde luipaardhaai komt voor in het zuidoosten van de Grote Oceaan, rondom de Galapagoseilanden en langs de kust van Zuid-Amerika van Peru tot het noorden van Chili.

## Synoniemen
- Mustelus nigromaculatus Evermann & Radcliffe, 1917[6]
- Triakis scyllium maculatus Kner & Steindachner, 1867[2]

Scherpvinluipaardhaai (Triakis acutipinna) · Gespikkelde luipaardhaai (Triakis maculata) · Gevlekte luipaardhaai (Triakis megalopterus) · Bandluipaardhaai (Triakis scyllium) · Luipaardhaai (Triakis semifasciata )